# Atopodesmus parvus
Atopodesmus parvus är en mångfotingart som beskrevs av Chamberlin 1920. Atopodesmus parvus ingår i släktet Atopodesmus, ordningen banddubbelfotingar, klassen dubbelfotingar, fylumet leddjur och riket djur. Inga underarter finns listade i Catalogue of Life.